# 3526 Jeffbell
3526 Jeffbell è un asteroide della fascia principale del diametro medio di circa 24,73 km. Scoperto nel 1984, presenta un'orbita caratterizzata da un semiasse maggiore pari a 2,7911315 UA e da un'eccentricità di 0,0935959, inclinata di 8,48649° rispetto all'eclittica.